# Ochrota innominata
Ochrota innominata är en fjärilsart som beskrevs av Kirby 1892. Ochrota innominata ingår i släktet Ochrota och familjen björnspinnare. Inga underarter finns listade i Catalogue of Life.